# Roland Bautista
Roland Bautista (30 mei 1951 - 29 februari 2012) was een Amerikaans gitarist, die werkte in Earth, Wind & Fire (EWF), maar ook met Tom Waits.
Bautista speelde op Last Days and Time (1972) van EWF, maar verliet de band al snel na de uitgifte van het studioalbum. Er kwamen twee soloalbums in 1977 en 1978. In 1978 speelde hij ook mee op de albums Blue Valentine (1978) en Heartattack and Vine (1980) van Tom Waits. In die tijd begeleidde hij ook onder meer Ronnie Laws (ook ex-EWF), The Crusaders, Jackson 5, Lamont Dozier, Ramsey Lewis, Randy Crawford, George Duke, Wayne Henderson en Hubert Laws.
Vanaf 1981 speelde hij weer in EWF, toen Al McKay het aldaar liet afweten. Na Raise!, Powerlight en Electric Universe (1983) nam EWF een sabbatical en Roland Bautista moest zijn heil elders zoeken. Na 1983 ontbreekt in de muziekwereld elk spoor van de gitarist. Op 29 februari 2012 overleed Roland Bautista.

## Selectieve discografie
- 1972: Last Days and Time - Earth, Wind & Fire
- 1975: Electric Collection - Ramsey Lewis
- 1975: Pressure Sensitive - Ronnie Laws
- 1976: Free as the Wind - The Crusaders
- 1977: Bautista - Roland Bautista
- 1977: Friends and Strangers - Ronnie Laws
- 1977: Genie - Bobby Lyle
- 1977: New Warrior - Bobby Lyle
- 1977: Peddlin' Music on the Side - Lamont Dozier
- 1978: Blue Valentine - Tom Waits
- 1978: Destiny - The Jackson 5
- 1978: Flame - Ronnie Laws
- 1978: Images - The Crusaders
- 1978: Land of Passion - Hubert Laws
- 1978: Heat of the Wind - Roland Bautista
- 1978: Midnight Believer - B.B. King
- 1978: Heartattack and Vine - Tom Waits
- 1979: Street Life - The Crusaders
- 1980: Now We May Begin - Randy Crawford
- 1980: Rhapsody and Blues - The Crusaders
- 1980: Routes - Ramsey Lewis
- 1981: Raise! - Earth, Wind & Fire
- 1981: The Crusaders Live in Japan - The Crusaders
- 1982: Powerlight - Earth, Wind & Fire
- 1983: Electric Universe - Earth, Wind & Fire

- Library of Congress Control Number: no2016121914
- MusicBrainz: 51056d9d-f710-460b-826a-b791a6b50f22
- Système universitaire de documentation: 161121837
- Virtual International Authority File: 314846656
- WorldCat: E39PBJvtdbgxrxtcrFXKJqR3Qq